# Slovenská fotbalová reprezentace
Slovenská fotbalová reprezentace zastupuje Slovensko v mezinárodních fotbalových soutěžích, jako jsou Mistrovství Evropy nebo Mistrovství světa.

## Historie
První zápas reprezentace sehrála v roce 1939, kdy zastupovala Slovenský stát. Soupeřem jí bylo Německo a Slováci vyhráli 2-0. V období 2. světové války sehrála slovenská reprezentace 16 zápasů, tři z nich vyhrála, ve dvou remizovala a v jedenácti zápasech prohrála.
První oficiální zápas v novodobé historii po rozdělení Československa sehrál slovenský národní tým s reprezentací Spojených arabských emirátů 2. února 1994 a vyhrál v něm 1:0. Autorem gólu a tedy prvním slovenským střelcem byl Vladimír Weiss.
19. listopadu 2013 sehrál slovenský národní tým přátelské utkání proti Gibraltaru, které mělo dějiště v portugalském Algarve ve městě Faro a bylo vůbec prvním oficiálním zápasem Gibraltaru po jeho přijetí za 54. člena UEFA v květnu 2013. V zápase se favorizovaný slovenský celek nedokázal gólově prosadit a zrodila se překvapivá remíza 0:0. Slovenský trenér Ján Kozák ale nominoval na střetnutí (kterému přihlíželo 350 diváků) hráče z širšího reprezentačního výběru a také několik debutantů.

## Mistrovství světa
Seznam zápasů slovenské fotbalové reprezentace na MS
| Pořadatel a rok | Účast                                                            | Soupisky |
| --------------- | ---------------------------------------------------------------- | -------- |
| 1994            | Nepostoupili z kvalifikace kvalifikaci hráli jako Československo | –        |
| 1998            | Nepostoupili z kvalifikace                                       | –        |
| 2002            | Nepostoupili z kvalifikace                                       | –        |
| 2006            | Nepostoupili z kvalifikace                                       | –        |
| 2010            | Vyřazení v osmifinále Nizozemskem                                | Soupiska |
| 2014            | Nepostoupili z kvalifikace                                       | –        |
| 2018            | Nepostoupili z kvalifikace                                       | –        |
| 2022            | Nepostoupili z kvalifikace                                       | –        |
| Celkem          | Účast – 1× zlato – 0×, stříbro – 0×, bronz – 0×                  |          |

## Mistrovství Evropy
Seznam zápasů slovenské fotbalové reprezentace na Mistrovství Evropy
| Pořadatel a rok | Účast                                           | Soupisky |
| --------------- | ----------------------------------------------- | -------- |
| 1996            | Nepostoupili z kvalifikace                      | –        |
| 2000            | Nepostoupili z kvalifikace                      | –        |
| 2004            | Nepostoupili z kvalifikace                      | –        |
| 2008            | Nepostoupili z kvalifikace                      | –        |
| 2012            | Nepostoupili z kvalifikace                      | –        |
| 2016            | Vyřazení v osmifinále Německem                  | Soupiska |
| 2020            | Nepostoupili ze skupiny                         | Soupiska |
| 2024            | Vyřazení v osmifinále Anglií                    | Soupiska |
| Celkem          | účast – 3× zlato – 0×, stříbro – 0×, bronz – 0× |          |

## Trenéři
- Francesco Calzona 19. 8. 2022 –[8][9][10]
- Samuel Slovák a Marek Mintál 10. – 13. 6. 2022[11][12]
- Štefan Tarkovič od října 2020 do 7. června 2022
- Pavel Hapal od října 2018 do října 2020
- Štefan Tarkovič 16. 10. 2018
- Ján Kozák 2. 7. 2013[13] do 14. 10. 2018[14]
- Stanislav Griga a Michal Hipp od května 2012 do 13. 6. 2013[15][16]
- Michal Hipp od února 2012 do května 2012[15]
- Vladimír Weiss od 7. 7. 2008 do února 2012
- Ján Kocian od 2. 11. 2006 do 25. 6. 2008, asistenti Pavel Vrba (2006–2007), Michal Hipp, Miroslav Mentel
- Dušan Galis od 1. 1. 2004 do 7. 9. 2006, asistenti Ladislav Petráš a Michal Hipp
- Ladislav Jurkemik 1. 1. 2002 – 31. 12. 2003
- Jozef Adamec 26. 2. 1999 – 30. 11. 2001
- Dušan Galis 1. 1. 1999 – 23. 2. 1999
- Dušan Radolský 23. 10. 1998 – 10. 11. 1998
- Jozef Jankech 4. 7. 1995 – 23. 10. 1998
- Jozef Vengloš 6. 4. 1993 – 15. 6. 1995
- Ferdinand Daučík 1942 – 1944
- Štefan Čambal 1941 – 1942
- Štefan Príboj 1940 – 1941
- Rudolf Hanák 1939 – 1940
- Vojtech Závodský 1939

## Slovensko – Česko
S Českem se Slovensko utkalo několikrát. První přátelský zápas v roce 1995 skončil remízou 1:1, další dva zápasy už byli v kvalifikaci na MS 1998 – Slováci vyhráli doma 2:1, Češi jim porážku oplatili výsledkem 3:0. Další zápas přišel až v roce 2002, Slováci v něm Česku podlehli 1:4. Následující dva vzájemné zápasy patřily do kvalifikace na Mistrovství Evropy ve fotbale 2008 – Češi v obou případech vyhráli 3:0 resp. 3:1. Další vzájemné zápasy spadaly pod kvalifikaci na MS 2010, skončili domácí prohrou ČR 1:2 a remízou 2:2 v bratislavské odvetě.
Země byly proti sobě nalosovány do 1. skupiny Ligy B Ligy národů UEFA. Oba souboje vyhrála česká reprezentace. I ve druhém ročníku Ligy národů hrály Česko a Slovensko proti sobě.
Pozn.: vítěz střetnutí je zvýrazněn tučně.
| Datum        | Domácí    | Hosté     | Výsledek | Zápas                  | Střelci branek                                                                       |
| 8. 5. 1995   | Slovensko | Česko     | 1 : 1    | přátelský              | 57. Jaroslav Timko – 32. Daniel Šmejkal                                              |
| 26.8. 1997   | Slovensko | Česko     | 2 : 1    | kvalifikace na MS 1998 | 45. Tibor Jančula, 55. Jozef Majoroš – 15. Vladimír Šmicer                           |
| 11. 11. 1997 | Česko     | Slovensko | 3 : 0    | kvalifikace na MS 1998 | 54. Vladimír Šmicer, 70. Horst Siegl, 73. Jiří Novotný                               |
| 21. 8. 2002  | Česko     | Slovensko | 4 : 1    | přátelský              | 32. Jan Koller, 64. Jan Koller, 70. a 78. Tomáš Rosický – 16. Szilárd Németh         |
| 6. 9. 2006   | Slovensko | Česko     | 0 : 3    | kvalifikace na ME 2008 | 10. Libor Sionko, 21. Libor Sionko, 57. Jan Koller                                   |
| 17. 11. 2007 | Česko     | Slovensko | 3 : 1    | kvalifikace na ME 2008 | 13. Zdeněk Grygera, 77. Marek Kulič, 82. Tomáš Rosický – 79. Michal Kadlec (vlastní) |
| 1. 4. 2009   | Česko     | Slovensko | 1 : 2    | kvalifikace na MS 2010 | 30. Marek Jankulovski – 23. Šesták, 83. Erik Jendrišek                               |
| 5. 9. 2009   | Slovensko | Česko     | 2 : 2    | kvalifikace na MS 2010 | 60. Stanislav Šesták, 73. Marek Hamšík (pen.) – 68. Daniel Pudil, 83. Milan Baroš    |
| 14. 11. 2012 | Česko     | Slovensko | 3 : 0    | přátelský              | 3. a 6. David Lafata, 72. Bořek Dočkal                                               |
| 31. 3. 2015  | Slovensko | Česko     | 1 : 0    | přátelský              | 50. Ondrej Duda                                                                      |
| 13. 10. 2018 | Slovensko | Česko     | 1 : 2    | Liga národů UEFA       | 62. Marek Hamšík – 52. Michael Krmenčík, 76. Patrik Schick                           |
| 19. 11. 2018 | Česko     | Slovensko | 1 : 0    | Liga národů UEFA       | 32. Patrik Schick                                                                    |
| 4.9. 2020    | Slovensko | Česko     | 1 : 3    | Liga národů UEFA       | 88. Ivan Schranz – 48. Vladimír Coufal, 53. Bořek Dočkal (pen.), 86. Michal Krmenčík |
| 18. 11. 2020 | Česko     | Slovensko | 2 : 0    | Liga národů UEFA       | 17. Tomáš Souček, 55. Zdeněk Ondrášek                                                |